# IPP Open 2010
L'IPP Open 2010 è stato un torneo professionistico di tennis maschile giocato sul sintetico indoor, che faceva parte dell'ATP Challenger Tour 2010. Si è giocato a Helsinki in Finlandia dal 22 al 28 novembre 2010.

## Partecipanti

### Teste di serie
| Nazionalità | Giocatore          | Ranking* | Testa di serie |
| ----------- | ------------------ | -------- | -------------- |
| Germania    | Tobias Kamke       | 67       | 1              |
| Polonia     | Michał Przysiężny  | 76       | 2              |
| Russia      | Tejmuraz Gabašvili | 82       | 3              |
| Germania    | Dustin Brown       | 93       | 4              |
| Slovacchia  | Karol Beck         | 96       | 5              |
| Francia     | Adrian Mannarino   | 99       | 6              |
| Italia      | Simone Bolelli     | 104      | 7              |
| India       | Somdev Devvarman   | 105      | 8              |
| Slovenia    | Blaž Kavčič        | 108      | 9              |

- Ranking al 15 novembre 2010.

### Altri partecipanti
Giocatori che hanno ricevuto una wild card:
- Marko Đoković
- Antony Dupuis
- Henri Kontinen
- Micke Kontinen
- Martin Kližan (Special Exempt)
- Aleksandr Kudrjavcev

Giocatori passati dalle qualificazioni:
- Ruben Bemelmans
- Michail Elgin
- Jan-Lennard Struff
- Jürgen Zopp
- Petru-Alexandru Luncanu (lucky loser)
- Timo Nieminen (lucky loser)

## Campioni

### Singolare
Ričardas Berankis ha battuto in finale  Michał Przysiężny con il punteggio di 6–1, 2–0, ritiro

### Doppio
Dustin Brown /  Martin Emmrich hanno battuto in finale  Henri Kontinen /  Jarkko Nieminen con il punteggio di 7–6(17), 0–6, [10–7].